# Змеекорые клёны
Змеекорые клёны — клёны, принадлежащие к таксономической секции Acer sect. Macrantha. Секция включает 18–21 вид и ограничена восточной Азией (восточные Гималаи на восток до Японии), за исключением одного вида в восточной части Северной Америки.

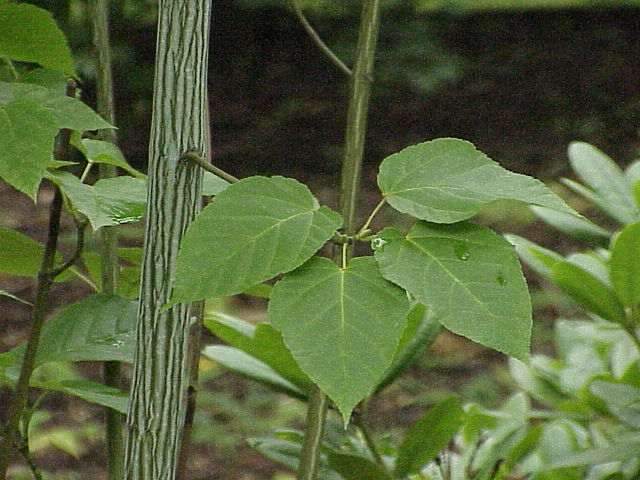
Acer davidii subsp. grosseri

Различные виды змеекорых клёнов легче всего отличить от других кленов по характерной коре, гладкой (по крайней мере, на молодых деревьях) и обычно покрытой вертикальными полосами от тёмно-зелёного до зеленовато-коричневого цвета, чередующимися с полосами светло-зелёного, розоватого или белого цвета, иногда с синеватым оттенком. Другие признаки включают бутоны на стебле всего с одной парой чешуек и цветы, изогнутые в виде свисающих кистей. Крылатки маленькие и часто многочисленные. Это небольшие лиственные деревья, обычно высотой 5–15 м, редко до 20 м, быстрорастущие в молодом возрасте, но быстро замедляющие свой рост с возрастом и часто недолговечные; обычно они встречаются в виде подлеска в горных лесах, часто вдоль берегов рек..

### Виды
- Acer capillipes — Клён змеекорый
- Acer caudatifolium
- Acer × conspicuum — садовый гибрид
- Acer crataegifolium — Клён боярышниколистный
- Acer davidii — Клён Давида (syn. A. grosseri, A. hersii, A. laisuense)
- Acer forrestii
- Acer laxiflorum
- Acer maximowiczii
- Acer metcalfii
- Acer micranthum — Клён мелкоцветковый
- Acer morifolium
- Acer morrisonense (syn. A. rubescens)
- Acer pectinatum (syn. A. taronense)
- Acer pensylvanicum — Клён пенсильванский — единственный неазиатский вид
- Acer rufinerve — Клён рыжеватожилковый
- Acer sikkimense (syn. A. hookeri)
- Acer tschonoskii — Клён Чоноски (syn. A. komarovii)
- Acer tegmentosum — Клён зеленокорый

Некоторые имеют привлекательную осеннюю окраску с оттенками красного и оранжевого, в то время как другие имеют тенденцию к бледно-желтому, что менее впечатляюще. Все они относительно выносливы по сравнению со многими другими видами кленов, и многие из них широко культивируются в качестве декоративных деревьев из-за их коры. В культуре выведено несколько сортов и гибридов .